# Ichthyophis larutensis
Ichthyophis larutensis és una espècie d'amfibi Gimnofió de la família Ichthyophiidae. Va ser descrit om Caudacaecilia larutensis per Edward Harrison Taylor el 1960, nom que ara es considera com un sinònim.
Conegut només de la localitat tipus (Perak, Malàisia) i la zona fronterera al'extrem sud de Tailàndia (Narathiwat).